# Деревня фермы № 3 Сакмарского совхоза
Дере́вня фе́рмы № 3 Сакма́рского совхо́за (баш. Һаҡмар совхоэының 3-сө фермаһы) — деревня в Зианчуринском районе Республики Башкортостан Российской Федерации. Входит в состав Сакмарского сельсовета.

## География

### Географическое положение
Расстояние до:
- районного центра (Исянгулово): 79 км,
- центра сельсовета (Арсёново): 8 км,
- ближайшей ж/д станции (Саракташ): 53 км.

## Население
| 1939 | 1959 | 1970 | 1979 | 1989 | 2002 | 2009 |
| ---- | ---- | ---- | ---- | ---- | ---- | ---- |
| 247  | ↗286 | ↗345 | ↘256 | ↗258 | ↘249 | ↘236 |
| 2010 |      |      |      |      |      |      |
| ↘194 |      |      |      |      |      |      |

### Национальный состав
Согласно переписи 2002 года, преобладающая национальность — башкиры (69 %).